# (2280) Kunikov
(2280) Kunikov es un asteroide perteneciente al cinturón de asteroides, descubierto el 26 de septiembre de 1971 por Tamara Mijáilovna Smirnova desde el Observatorio Astrofísico de Crimea (República de Crimea).

## Designación y nombre
Designado provisionalmente como 1971 SL2. Fue nombrado Kunikov en honor al héroe soviético Tsézar Kúnikov.